# Magne Alpsten
Magne Vilhelm Seyr Alpsten, född 11 februari 1935, död 25 oktober 2017 i Sävedalen, var en svensk forskare och professor i medicinsk strålningsfysik.
Alpsten disputerade 1973 på en avhandling som kartlade strukturen hos ett antal kortlivade atomkärnor. Han kom att använda sin forskningskompetens inom kärnfysik för att utnyttja och vidareutveckla kärnfysikalisk detektor- och mätmetodik för medicinsk forskning. Efter reaktorhaveriet i Tjernobyl engagerade han sig i omgivningsradiologiska studier med kartläggning av hur radioaktivt jod och cesium transporteras i näringskedjorna. Han har i samarbete med kirurger, näringsfysiologer, läkemedelsforskare och internmedicinare utvecklat och genomfört många typer av strålningsfysikaliska undersökningar, bland annat datortomografimätningar av fettvävnad.
Magne Alpsten är begravd på Kvastekulla griftegård.